# Далу
Далу (фр. Dalou) насеље је и општина у јужној Француској у региону Миди Пирене, у департману Арјеж која припада префектури Памје.
По подацима из 2011. године у општини је живело 758 становника, а густина насељености је износила 98,96 становника/km². Општина се простире на површини од 7,66 km². Налази се на средњој надморској висини од 339 метара (максималној 643 m, а минималној 337 m).

## Демографија
| 1962. | 1968. | 1975. | 1982. | 1990. | 1999. | 2011. |
| ----- | ----- | ----- | ----- | ----- | ----- | ----- |
| 323   | 369   | 393   | 375   | 442   | 637   | 758   |

График промене броја становника у току последњих година